# Hasanjalàlides
La nissaga dels hasanjalàlides o en armeni Hasan-Jalalyan (armeni. Հասան-Ջալալյաններ) fou una dinastia armènia que va governar la regió de Khatxèn (Artsakh) a partir de 1214 en endavant, en el que ara són les regions del Karabakh, Nagorno-Karabakh i una petita part de Siunia. El seu nom deriva d'Hasan-Jalal Dawla (Հասան-Ջալալ Դոլա), un feudal armeni príncep de Khachen. La família Hasan-Jalalyan va ser capaç de mantenir la seva autonomia al llarg de diversos segles de dominació estrangera de la regió per seljúcides, il-kànides i mongols, ja que, igual que els altres prínceps armenis i Maliks de Khatxèn, van trobar com l'últim bastió de la independència d'Armènia a la regió.
A través dels seus molts patronats de les esglésies i altres monuments, els hasanjalàlides van ajudar a conrear la cultura armènia a tota la regió. A la fi del segle xvi, la família Hassan-Jalalyan s'havia fraccionat establint diversos malikats a Gulistan i Jraberd, el que, juntament amb els de Khachen, Varanda i Dizak, formaven el que llavors es coneixia com els "Malikats de Kharabagh o Khamsa (Els Cinc)".

## Orígens
Hasan Jalal remunta la seva ascendència a la dinastia armènia Aranshahíkida, una família que és anterior a l'establiment dels parts arsàcides a la regió. Hewsen considera que l'ascendència d'Hasan Jalal era "gairebé exclusivament" armènia.
| « | En la línia masculina, (1) els prínceps (que més tard es va convertir en reis) de Siunia (2) A través de diverses princeses, que es van casar amb els seus avantpassats, Hassan-Jalal era descendent dels reis d'Armènia o de la dinastia Bagratuní, centrada en Aní; (3) els reis armenis de Baspracània de la dinastia dels Arzerunis, centrada en la regió de Van; (4) els prínceps d'Gardman; (5) la dinastia sassànida de Pèrsia; i (6) la dinastia arsàcida d'Albània del Caucas, la segona casa reial d'Albània, al seu torn una branca de (7) els reis de l'antiga Pàrtia. | » |

Gran part de les arrels familiars d'Hasan Jalal Dawla estaven formats per una xarxa complexa de matrimonis reals amb nous i vells nakharar armenis. L'avi de Hasan Jalal era Hasan I (també conegut com a Hasan el Gran), un príncep que va governar sobre la meitat nord de l'Artsakh. El 1182, va deixar el càrrec de governador de la regió, i va entrar al monestir de Dadivank, i va dividir la seva terra en dues: la meitat sud (que comprèn gran part de Khatxèn) va ser pel seu fill gran Vakhtang II (també conegut com a Tangik) i la meitat nord van ser pel més jove, Gregori "el Negre". Vakhtank II es va casar amb Khorishah Zakarian, que era la filla de Sargis Zakarian, el progenitor de la línia Zacàrida de prínceps. Quan es va casar amb la filla del rei Aṛanshahíkida de Dizak i Balk, Mamkan, Hassan Jalal també va heretar del seu sogre aquestes terres.

## Regnat de Hasan Jalal Dawla

### Cultura
Amb el lliurament d'Aní a l'Imperi Romà d'Orient el 1045 i l'annexió romana d'Orient de Kars el 1064, l'últim estat armeni independent de l'Armènia històrica dels bagràtides va arribar a la seva fi. No obstant això, malgrat la dominació estrangera de la regió, que es va accentuar després que els turcs seljúcides van derrotar els romans d'Orient en la batalla de Mantziciert el 1071, els armenis de l'est d'Armènia van ser capaços de mantenir l'autonomia en els dos regnes muntanyosos de Siunia i Lorí i al principat de Khatxèn. Des de principis fins a mitjans del segle xii, els exèrcits combinats georgians u armenis van tenir èxit en expulsar els turcs d'Armènia oriental, establint així un període de relativa pau i prosperitat fins a l'aparició dels mongols el 1236.
Khatxèn solia ser una part del regne de Siunia fins que diverses invasions turques van tallar la zona de la resta del regne. El regnat de la família Hasan Jalalyan es va concentrar al voltant dels rius Terter i Khachenaget. La data de naixement d'Hasan Jalal és desconeguda; No obstant això el seu regnat, que comença el 1214 i acaba en el moment de la seva mort en algun moment entre 1261-1262 a Kazwin, va abastar Artsakh i les regions armènies circumdants. Quan el seu pare Vakhtang va morir el 1214, Hassan Jalal van heretar les seves terres i es va instal·lar en un castell de non Akana a Jraberd i es va fer donar els títols tagavor  (Rei; hindi: թագավոր) o  inknakal  (autòcrata o governant absolut; ինքնակալ) però va prendre el títol oficial de "Rei d'Artsakh i Balk" quan es va casar amb la filla del darrer rei de Dizak i Balk. Hewsen assenyala que pel fet que del llinatge d'Hasan Jalal, podria tenir "Al mateix temps ... legítimament els títols de Rei de Siwnik (Siunia), rei de Balk, rei d'Arc'ax (Artsakh), i rei d'Albània o Aghuània, sense parlar dels títols de príncep de Gardman, Dizak i Xac'en (Khatxèn), així com així de Príncep President d'Albània, podent triar entre ells" (The Kingdom of Arc'ax, pàgs. 49-50). L'historiador armeni medieval Kirakos Gandzaketsi va exalçar Hasan Jalal en la seva obra Història d'Armènia, el que ajunta a elogis per la seva pietat i devoció al cristianisme.
Un testimoni més d'aquesta devoció va incloure la posada en marxa per Hasan Jalal del monestir de Gandzasar. La construcció del monestir es va iniciar el 1216 i va durar fins a 1238. El 22 de juliol de 1240, enmig de gran celebració durant el festival del Vardavar i en presència de prop de 700 sacerdots incloent Nerses, el Catholicos d'Aghuània, l'església va ser consagrada. El monestir es va convertir en la residència i sepulcre de la família, així com la casa dels Catholicos; començant al segle xv, la família també va monopolitzar el control de la seu del mateix Catholicos, que va passar en endavant d'oncle a nebot. El fill de Hasan Jalal, Juan VII es considera que fou el primer a haver establert aquesta pràctica quan va esdevenir Catholicos mentre que el seu nebot, també anomenat Joan, es va convertir en el segon.
Malgrat la seva fidelitat al cristianisme, la influència musulmana a la regió havia penetrat i influenciat la cultura i els costums dels cristians que vivien a Geòrgia i Armènia, sobretot després que els turcs seljúcides van envair el Caucas. Moltes de les manifestacions externes de govern d'Hasan Jalal van ser presentats a través d'indumentàries i títols islàmics, sobretot en la seva descripció pictòrica a la seu principal de Gandzasar. La imatge d'Hasan Jalal al tambor de la cúpula de Gandzasar, assegut amb les cames creuades, mostren que era una manera predominant per representar el poder en la cort seljúcida. Influència musulmana es pot veure també en el nom d'Hasan Jalal: com una moda de l'època, molts armenis van adoptar patronímics àrabs o kunya que van perdre qualsevol relació amb noms armenis originals; el nom armeni de Hasan Jalal era Haykaz però la presència de l'àrab en el seu nom, de fet, descriu la seva persona, atès que Hasan significava maco, Jalal, magnífic, i Dawla, la riquesa i la governança.

### Synaxarion armeni de Hasan Jalal
Gandzasar es va convertir en la llar del primer completat Haysmavurk d'Armènia (Synaxarion), una col·lecció de biografies curtes de vides dels sants i de contes dels esdeveniments religiosos importants. La idea de tenir un Haysmavurk nou i millor organitzat va venir del mateix Hasan Jalal, que va posar la seva petició en mans del pare Israel (Ter-Israel), deixeble d'un important filòsof medieval armeni i nadiu de l'Artsakh conegut com a Vanakan Vardapet. El Haysmavurk va ser desenvolupat per Kirakos Gandzaketsi. Des de llavors, el Haysmavurk ordenat per Hasan Jalal es va conèixer com a "Synaxarion del Ter-Israel;" va ser imprès en massa a Constantinoble el 1834.

### Invasió dels mongols

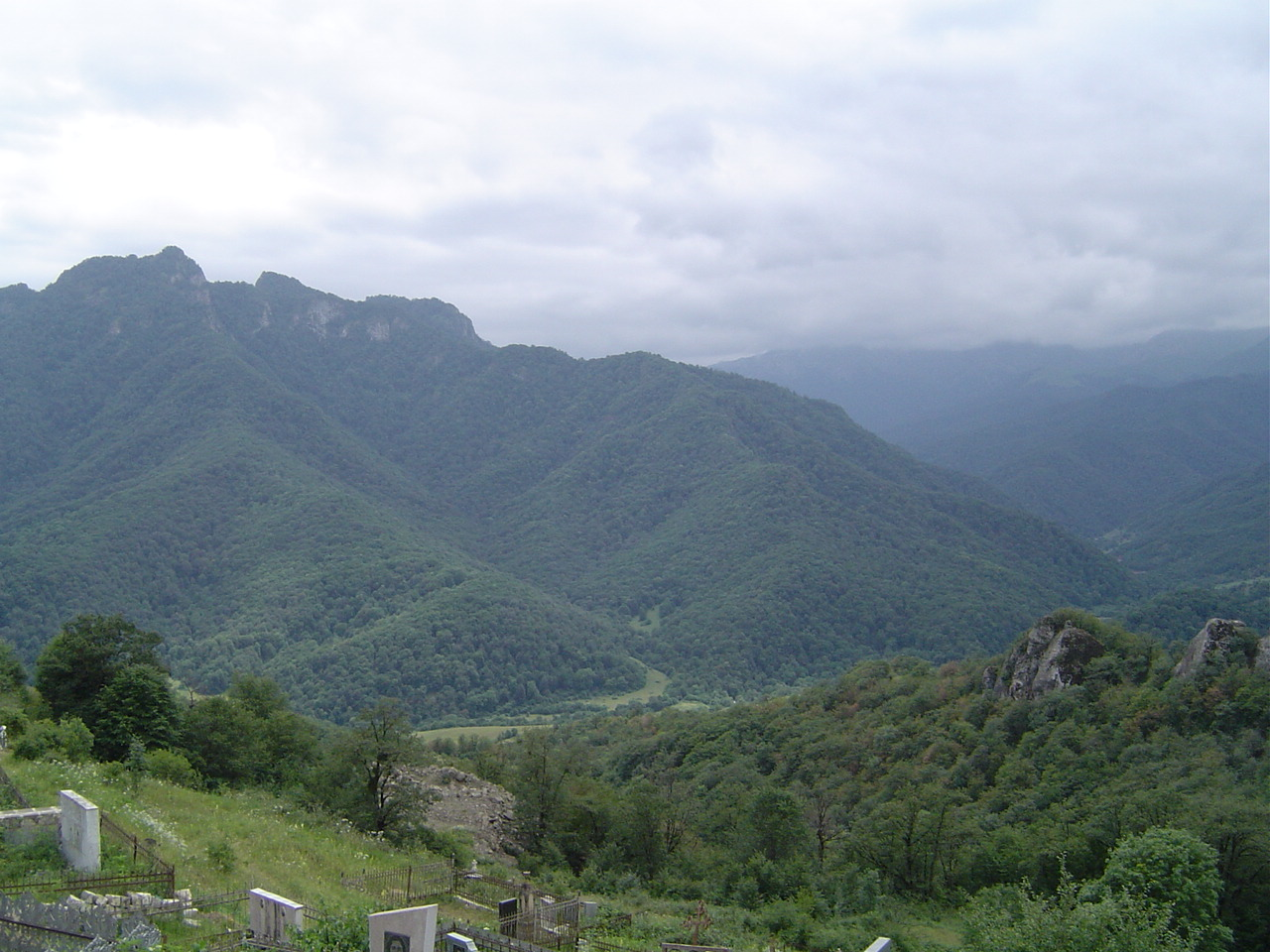
Les restes de la fortalesa de Hasan Jalal de Khokhanaberd, tal com es veuen des de Gandzasar, es veuen a la muntanya de l'esquerra

El 1236, els mongols van envair el Caucas. Abans que entressin a Khatxèn, Hassan Jalal i la seva gent van poder refugiar-se a Ishkhanberd (situada directament al sud de Gandzasar, també coneguda pel seu nom persa de Khokhanaberd). Donada la seva formidable ubicació a la part alta d'una muntanya, els mongols van triar no assetjar la fortalesa i demanar negociacions amb Hasan Jalal: intercanviar la seva lleialtat i el servei militar a l'Imperi Mongol a canvi d'algunes de les terres immediates adjacents a Khachen que ja havien conquerit; i així es va fer. Més tard, el 1240-1242 Hasan Jalal fins i tot tenia monedes encunyades de tipus mongols comuns a Khachen i a les cases de moneda de "Qarabagh" (a Khokhanaberd) i "Layin" (a Havkakhaghats berd).
Sentint la necessitat de preservar el seu poder, Hasan Jalal va viatjar dues vegades a Karakorum, la capital de l'imperi mongol, on va ser capaç d'obtenir drets d'autonomia i privilegis especialsdel gran kan per a si mateix i el poble sota el seu domini. Tot i aquesta disposició, els mongols miraven molts dels pobles de la regió amb menyspreu i els gravaren en excés. Arghun Khan, el ostikan mongol de la regió en aquell moment, va posar tantes restriccions contra els armenis que va forçar a Hasan Jalal a un nou viatge a Karakorum el 1256, per protestar contra les usurpacions sobre el Catholicos Nerses. En resposta, Batu Khan va redactar un document "que garanteix la llibertat pel senyor Nerses, Katolikos d'Albània, per totes les seves propietats i béns, que sigui exempt i lliure d'impostos i li permet viatjar lliurement per tot arreu a les diòcesis sota la seva autoritat, i que ningú pugui desobeir el digui".

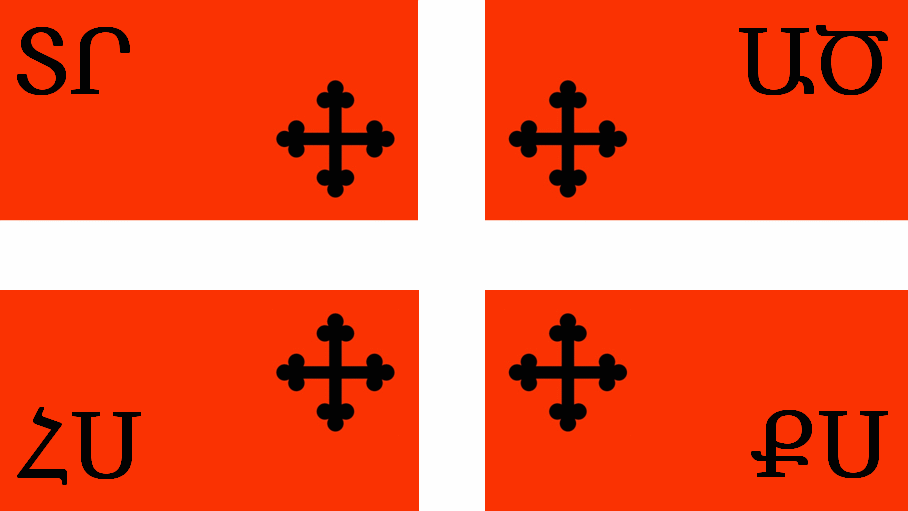
Estendard del Principat de Khachen (Regne d'Artsakh) durant el regnat del Gran Príncep Hasan Jalal Vahtangian (1214-1261)

Hasan Jalal també va tractar de reforçar la seva aliance amb els mongols i la seva filla Rhuzukan es va casar amb Bora Noyan, el fill d'un líder mongol. Però les relacions entre armenis i mongols van continuar deteriorant-se, i el document emès pel kan no van aconseguir complir les seves promeses.
Finalment, en 1260, Hasan Jalal va decidir aliar-se amb les forces del rei de Geòrgia David Narin, que liderava una insurrecció contra el domini mongol. Va ser capturat diverses vegades pels mongols però, la seva família va ser capaç d'alliberar-lo mitjançant el pagament d'un rescat. La insurrecció va fracassar finalment i sota les ordres d'Arghun Khan, Hasan Jalal va ser arrestat novament i dut a Kazwin, a l'Iran). Segons Kirakos Ganzaketsi, Rhuzukan va apel·lar a la dona de Hulagu, Doquz Khatun, per pressionar Arghun per alliberar el seu pare. No obstant això, quan Arghun Khan es va assabentar d'això, va fer torturar a Hasan Jalal i finalment el va executar. El fill de Hasan Jalal, Atabek, va ordenar a diversos dels seus homes anar a recuperar el cos desmembrat del seu pare, que havia estat llançat a un pou i portar el cos de tornada; llavors se li va donar un funeral adequat i fou enterrat al monestir de Gandzasar.

## Governa familiar posterior
Després de la seva mort, la família va perdre el títol oficial de Hasan Jalal i només va conservar el més curt de "Príncep d'Artaskh". Atabek va ser investit per Hulegu per fer-se càrrec de la posició del seu pare i va ocupar el càrrec fins a 1306. Al seu cosí Vakhtang, els seus descendents del qual es convertirien en la família Melik-Avanyan, se li va donar el control sobre la regió de Dizak. Com a mètode de mostrar la seva relació amb Hasan Jalal, els seus descendents van adoptar Hasan Jalal com el seu cognom i HI VAN AFEGIR "yan" AL final per formar un sufix. La família va finançar nombrosos projectes arquitectònics i culturals que continuen avui dia, incloent-hi el monestir de Gandzasar i l'església adjacent de Sant Joan Baptista. A la fi del segle xvi, la família es va ramificar i va establir malikats a Jraberd, Khachen i Gulistan.

### Moviment d'alliberament
Durant les guerres entre l'Imperi Otomà i Pèrsia als segles xvii i XVIII, els maliks van resistir i van lluitar contra les incursions realitzades per ambdós costats. En l'últim quart del segle xviii, que van ajudar l'invasor rus per ajudar a netejar la regió, tant dels turcs com dels perses. El Hasan Jalalyan foren una de les més destacades de les famílies Malik que havien alçat la causa d'alliberar la regió del control estranger; el principal líder dels quals fou el Catholicos Yesayi Hasan Jalalyan. El 1677, el Catholicos armeni Hakob de Julfa havia celebrat una reunió secreta amb els maliks de Karabakh, proposant que un viatge de la delegació a Europa per obtenir suport per a un alliberament de la regió. En 1711, Yesayi, acompanyant Israel Ori, va viatjar a Rússia per ajudar a construir el suport a un exèrcit sota Pere el Gran. Ori, però, va morir en el camí, i Yesayi aviat va quedar com la figura principal del moviment. Ell va continuar les negociacions amb Pere, i en una carta que li va enviar en 1718, va prometre el suport d'un exèrcit armeni de deu o dotze mil homes, així com el suport de les forces georgianes veïnes. Les seves súpliques van continuar fins a 1724, quan en el Tractat de Constantinoble (1724) Pere va concloure un acord amb l'Imperi Otomà que, curiosament, va donar les regions poblades per musulmans a l'est de Transcaucàsia a Rússia i les regions occidentals cristianes als turcs, i seguidament junts van acabar de conquerir franges de terreny als safàvides, territori que comprenia gran part del Caucas i Anatòlia Oriental, mentre que Pèrsia s'estava desintegrant en una guerra civil.
L'interès de Rússia al Caucas aviat es va esvair després de la mort de Pere el Gran el 1725 i els seus dirigents van retirar les seves forces a l'altre costat del riu Terek, i els territoris guanyats al Caucas del Nord i del Sud van ser cedits a l'Iran (ara dirigit per Nadir Shah) pels tractats de Resht i  Ganja de 1732 i 1735, respectivament.
Mentre que els otomans van guanyar les regions cristianes aprofitant la desintegració safàvida. Yesai va ser culpat d'aquest fracàs per alguns dels líders de l'exèrcit armeni, ja que es van veure obligats a valer-se per si mateixos en contra de les invasions turques.
En el transcurs del període comprès entre el segle xvii i el segle xix, la casa Hasan Jalalyan també va provocar l'establiment de diverses altres cases nobles armènies, inclosa la família Melik-Atabekyan, que es va convertir en els últims governants del principat de Jraberd. Allahverdi II Hasan Jalalyan, que moriria el 1813, va ser el darrer Malik de Khachen quan l'Imperi Rus primer va entrar a la regió el 1805 durant la guerra ruso-persa de 1804- -1813. El 1828, després de la fi de la segona guerra russo-persa, quan pel resultat com ho confirma al Tractat de Turkmenchay i Pèrsia de cessió forçada dels últims territoris que mantenia al Caucas del sud, els russos finalment van suprimir el càrrec del Catholicos.

## Hasan-Jalalyans avui

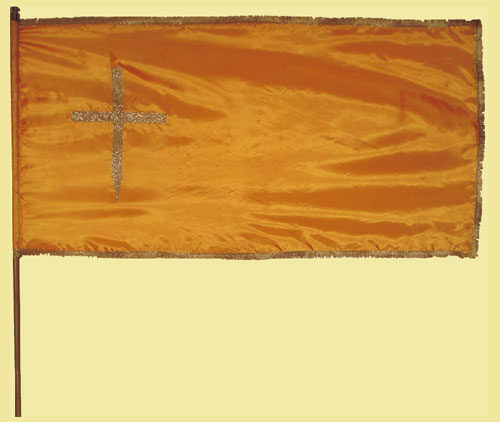
La bandera de la família Hassan-Jalalyan avui

En el moment de la publicació de l'article inicial de Hewsen a la revista  Revue des Études Arméniennes , l'autor no va poder localitzar els supervivents de la casa però cal tenir en compte que els dos darrers Catholicoi d'Albània, Hovhannes XII (1763-1786) i Sargis II (1794-1815), tenien una dotzena de germans en total, tots els quals va deixar una "nombrosa prole a mitjans del segle xix." També va ser capaç d'identificar a una dona anomenada Eleanora Hasan-Jalalyan que vivia a Erevan com artista al tombant del segle xix i el XX. En anys posteriors sota el poder soviètic apareix esmentada la biografia de Rubén Hasan-Jalalyan (1840-1902), un escriptor armeni, poeta i advocat que vivia a l'Imperi Rus.
Diversos artefactes del Hasan-Jalalyans sobreviuen fins avui, inclosa la bandera, i la daga personal d'Hasan Jalal, amb una inscripció en armeni, que es troba actualment en exhibició al Museu de l'Hermitage a Sant Petersburg.

## Governants hasanjalàlides
- Hasan I el Gran (fill de Vakhtang I Sakar de Khatxèn), príncep de Khatxèn, rei titular de Siunia pel seu matrimoni amb Kata, filla de l'Aranshahíkida Gregori IV titular de Siunia del 1094 al 1116, 1142-1182 (va morir monjo el 1201).
- Vakhtang II Tonkik (fill de l'anterior), príncep de Khatxèn, 1182-1214
- Jalal I Dawla Hasan II (fill de Vakhtang II, rei d'Artsakh i de Baghk (Balk, Baghq) per matrimoni amb Sempan Mamkan, filla d'un príncep aranshahíkide de nom Mamkan que era rei de Baghk, 1214-1265/1266
- Atabek I (fill de l'anterior), 1265/1266-1289/1290
- Jalal II (fill de l'anterior), 1289/1290-1311 :
- Atabek II (fill de l'anterior), vers 1350
- Jalal III (fill de l'anterior), vers 1417
- Albast (fill de l'anterior), vers 1443
- Sayton/Aytun (fill de l'anterior), vers 1457
- Hatir, fill de Sayton/Aytun, 1457-1467
- Velidjan I (germà), 1467-1491
- Mehrab (fill de Hatir), vers 1520
- Jalal IV (fill), vers 1550
- Veldjan II (fill), vers 1590
- Baltasar (fill), vers 1630
- Veldjan III (fill), vers 16 ??- 1686
- Moulki I (germà), 1686-1716
- Gregori (fill), abat de Gandzasar, 1716-1747
- Allahverdi I (germà), executat per Panah Ali Khan del Karabagh, 1747- 1755
- Mirzabek Daniel, 1755-1775
- Allahverdi II Astuatsatur (fill), 1775-1813
- A Rússia, 1813